# Paraleuctra hokurikuensis
Paraleuctra hokurikuensis är en bäcksländeart som beskrevs av Tatemi Shimizu 2000. Paraleuctra hokurikuensis ingår i släktet Paraleuctra och familjen smalbäcksländor. Inga underarter finns listade i Catalogue of Life.